# Rainberry
Rainberry, Inc.（旧BitTorrent, Inc.）は、アメリカ合衆国サンフランシスコに本社を置くソフトウェア開発会社。P2P型ファイル共有ソフト「BitTorrent」の開発や、BitTorrentを元にした動画配信サービスを主業務とする。
Rainberryは2004年9月22日にブラム・コーエンとアシュウィン・ナビンによって設立された。グレート・リセッションの時期には、CEOであるエリック・クリンカーの指導の下で成功を収めた。2018年には、仮想通貨系スタートアップ企業であるTRONに買収され、ブラム・コーエンは会社を去った。2022年3月、米国証券取引委員会（SEC）は、Rainberryが仮想通貨Tronix（TRX）およびBitTorrent（BTT）を未登録証券として販売したとして、詐欺容疑で起訴した。

## 歴史
Rainberryは、2004年（平成16年）9月22日に、BitTorrent開発者のブラム・コーエンと米Yahoo!で事業戦略を担当していたアシュウィン・ナビンによって設立され、「μTorrentおよびBitTorrentの発明者であり、分散型P2Pファイル共有技術における先駆的なサンフランシスコの企業」となった。『サンフランシスコ・タイムズ』によれば、2010年代初頭の全盛期にはBitTorrentは月間アクティブユーザーが2億5,000万人に達し、そのプロトコルはインターネット上のファイル共有帯域のほぼ半分を占めていたとされる。
設立後、2005年（平成17年）11月に米国映画協会（MPAA）と映画の違法コピー排除で協力することに合意すると、映画スタジオ各社の協力を得られるようになる。さらに、2007年（平成19年）には合法的な動画配信サービスを開始すると発表、大手映画会社などがコンテンツを提供すると表明している。
2018年、BitTorrent Inc.はRainberry Inc.に社名を変更した。ジョーディ・バーソンによれば「純粋に企業的な決定」であり、GoogleがAlphabet Inc.を親会社としているのと同様の組織再編であると説明されているが、具体的な理由は明らかにされていない。
暗号通貨スタートアップであるTRONは2018年にRainberryを買収し、その後TRONはBitTorrent暗号通貨トークンであるBTTを導入した。このトークンは、創設以来無料であったRainberryのソフトウェアを収益化することを目的としており、企業はユーザインタフェースにおける広告によって収益を上げていた。
2023年初頭、Rainberry Inc.はサンフランシスコ金融街の本社を閉鎖し、92人の従業員を解雇した。2023年3月時点で、ジャスティン・サンはRainberry、TronおよびPeiwoのCEOを兼任していた。
2023年3月、米国証券取引委員会（SEC）は、Tronの創設者であるジャスティン・サン、トロン財団、BitTorrent財団、Rainberry Inc.を、TRXおよびBTTトークンの販売に関して提訴し、それらが未登録の暗号資産証券に該当するかどうかをめぐる論争が生じた。

## 日本法人
2007年（平成19年）9月25日に日本法人となるBitTorrent株式会社を設立した。日本国内でのBitTorrentの普及、BitTorrentクライアントソフトウェアのOEM供給、BitTorrentソフトウェアのライセンス認定、BitTorrent DNAによるコンテンツ配信業務を主業務としている。
設立当初はBitTorrent, Incの100%出資だったが、その後角川グループホールディングスと資本・業務提携を締結、Jストリームとも協業を行うことで合意した。総務省が支援するP2Pネットワーク実験協議会に参加、2007年（平成19年）10月に東京ネットムービーフェスティバルの最終候補作品のダウンロード型コンテンツ配信を、2007年（平成19年）12月には角川グループとアニメコンテンツのストリーミング配信を実証実験として行った。
2008年（平成20年）4月からはコンテンツ配信の商用サービスを開始、またインプレスホールディングスからの出資を受け、インプレスグループのインプレスイメージワークス（旧air impress）と法人向け動画配信サービスとBitTorrent DNAを組み合わせたソリューション展開事業の協業を行う事になっている。なお2008年（平成20年）4月からは角川グループ内の再編に伴い、株主が角川グループホールディングスからクロスメディア事業を統括する中間持株会社の角川マーケティングに変更となった後、同社保有株式が売却され、持分法の適用から離れている。

## BitTorrentソフトウェア
BitTorrentは、ブラム・コーエンおよびBitTorrent, Inc.によって開発されたP2P型のコンピュータプログラムであり、BitTorrentプロトコルを用いてファイルのアップロードおよびダウンロードを行うために使用される。BitTorrentはこのプロトコル用に最初に書かれたクライアントである。開発者の間では、その公式な起源を示すためにメインラインという愛称で呼ばれることが多い。バージョン6.0以降、BitTorrentクライアントはμTorrentのリブランド版となっており、その結果としてもはやオープンソースではなく、現在はWindowsとMac OS X向けに提供されている。

### μTorrent
μTorrentは、Rainberryが所有するフリーウェアでクローズドソースのBitTorrentクライアントである。これはMicrosoft Windows、Android、Mac OS Xで利用可能である。μTorrent ServerはLinux向けに提供されている。すべてのバージョンはC++で書かれている。
2006年12月7日、μTorrentはBitTorrent, Inc.によって買収されたことが公式フォーラムにて発表された。

### BitTorrent/μTorrent Pro
Proは、かつてPlusとしてブランド化されていた、BitTorrentおよびμTorrentの上位版の名称である。これらはWindows向けのプレミアム版であり、追加機能を備えており、ユーザーが19.95米ドルでアップグレードする際にダウンロード・インストールされる。Plusの事前販売は2011年11月29日に発表され、アップグレードは2011年12月8日に利用可能となった。μTorrentのAndroid版にも「Pro」バージョンが存在し、初期価格はより低いが、アプリ内課金によりデスクトップ版の価格を上回る可能性がある。
Pro版にアップグレードすると、以下の機能が有効化される。
- 取得した.torrentファイルに対するウイルス対策保護
- 統合型HDメディアプレーヤー[18]
- メディアコーデックによるトランスコード機能
- トレントダウンロード中のストリーミング再生[19]

### BitTorrent Sync
BitTorrent Syncは、Windows、Mac、Linux上で動作するP2Pのファイル同期ツールである。ローカルネットワーク内のコンピュータ間や、インターネットを介した遠隔ユーザー間でファイルの同期が可能である。
2013年1月に発表されたBitTorrent Syncのプレ・アルファプログラムは、2013年4月23日に一般ユーザー向けに公開された。2013年11月23日、BitTorrentはクライアントのバージョン1.2のリリースとともに、BitTorrent Sync APIのベータ版を発表した。
2016年6月1日、本製品およびチームはBitTorrent Inc.から分社化され、Resilio Inc.という独立企業として設立され、今後はResilio Syncの名称で開発を継続する。

### BitTorrentバンドル
同社は、リンキン・パーク、ピクシーズ、パブリック・エナミー、マドンナなどのアーティストと共に「バンドル」をリリースしてきた。マドンナのバンドル『secretprojectrevolution』は2013年9月24日にリリースされ、同名の17分間の映画、映画のスチル写真、メールアドレスの提出および寄付を行ったユーザー向けに、HDおよび2Kバージョンの映画、VICEによるインタビュー、マドンナからのメッセージが含まれていた。
2013年9月17日、同社はコンテンツ制作者が任意のサイズやファイル形式のバンドルをBitTorrentクライアントを用いて配布できる「BitTorrent Bundles for Publishers」というアルファプログラムを開始した。最初にリリースされたバンドルは、ウクライナ系ベトナム人俳優イヴァン・ドアン主演のファンタジー映画『Overturn: Awakening of the Warrior』であった。
2014年9月26日、トム・ヨークは自身のアルバム『Tomorrow's Modern Boxes』を最初の有料バンドルとして6米ドルでリリースした。2014年10月3日には、同プロジェクトが100万回以上ダウンロードされたことが発表され、無料シングルとビデオ、有料ダウンロードが含まれていたが、販売数は公表されていない。
2014年10月28日、アリス・イン・チェインズは楽曲「ファントム・リム」のミュージックビデオをBitTorrent Bundleで無料配信し、ストリーミングとダウンロードを可能にした。このバンドルにはビデオの脚本やショットリストのPDF、バンドのグッズへのアクセスも含まれていた。

### BitTorrent DNA
BitTorrent, Inc.はまた、BitTorrent DNA（Delivery Network Accelerator）も提供している。これはBitTorrentプロトコルに基づいた無料のコンテンツ配信サービスであり、コンテンツ提供者がユーザーの帯域を活用してコンテンツを配信することができる。

### SoShare (β版)
2012年1月5日、「Share」としてμTorrentクライアント内で、スタンドアロンのデスクトップクライアントおよびプラグインベースのWebクライアントとしてアルファ版のSoShareがリリースされた。2013年2月15日には、SoShareのβ版が公開され、BitTorrentプロトコルを利用したユーザーフレンドリーなWebアプリケーションとして再設計され、クリエイティブ業界の専門家が高解像度の写真、ファイル、ビデオをメールシステムや公開リンクで共有できるようになった。公式サイトによれば、登録ユーザーは1回あたり最大1テラバイトのデータを含むファイルバンドルを無料で送信できるとされている。

### 開発が終了したソフトウェア

#### BitTorrent Live
2011年9月に初めて発表され、2011年10月14日に初の公開テストが実施された。BitTorrentは2013年3月にBitTorrent Liveをパブリックベータとして公開した。このプラットフォームは音楽アクトやDJによるライブストリーミングイベントを披露するために使用された。2017年にサービスは終了した。

#### Project Maelstrom
2014年12月10日、BitTorrentはProject Maelstromを発表した。これはBitTorrentおよびDHTプロトコルを活用することで検閲耐性を持つ分散型Web出版を可能にするChromiumベースのブラウザプロジェクトである。当初はクローズドアルファとして運用されていたが、後にWindows限定でパブリックベータとして公開された。2017年2月時点で正式な廃止告知は出されていないが、BitTorrent Inc.のウェブサイトではもはやブラウザのダウンロードは提供されておらず、最終ビルドはChromiumバージョン44以降更新されておらず、プロジェクトリードによる最後の投稿は2015年9月14日である。

## DLive
2019年後半、BitTorrentは2017年に創設されたブロックチェーンベースのゲーム配信プラットフォームであるDLiveを買収した。このプラットフォームは緩いモデレーションと寛大な収益化プランを特徴としていた。この頃、DLiveは他のプラットフォームから追放された極右過激派や陰謀論者の間で人気を博するようになった。南部貧困法律センターによれば、「DLiveは設立以来、同サイトが提供するサービスに組み込まれた暗号通貨の寄付を通じて、過激派に数十万ドルを支払ってきた」。DLiveは複数の配信者によって2021年アメリカ合衆国議会議事堂襲撃事件の配信や協力に使用された。これらの配信者のうち数名は後にDLiveから追放された。

## パートナー
BitTorrent Inc.のウェブサイトによれば、同社は多くの企業と提携していると発表している。ベンチャーキャピタル分野ではアクセル・パートナーズとDCM、技術パートナーとしてはESA Flash Components、ヴァージン・メディア、Opera Software、デバイスパートナーとしてはメルコグループ、Dリンク、アイ・オー・データ機器、マーベル・テクノロジー・グループ、ネットギア、Planex Communications Inc.、QNAPが含まれる。